# Ambounia suarezii
Ambounia suarezii là một loài chân đều trong họ Scleropactidae. Loài này được Dollfus miêu tả khoa học năm 1895.